# Phacellocerina seclusa
Phacellocerina seclusa là một loài bọ cánh cứng trong họ Cerambycidae.